# Shiva Negar
Shiva Negar (Teherán, 30 de mayo de 1992) es una actriz y modelo nacida en Irán y nacionalizada canadiense.

## Biografía
Negar inició su carrera en el cine interpretando un pequeño papel en la película Lost Journey de 2010. Sus participaciones cinematográficas más destacadas incluyen películas como American Assassin y Becoming Burlesque. Ha aparecido además en programas de televisión como My Babysitter's a Vampire, Heartland, Hudson & Rex, SEAL Team y Blood & Treasure.

## Filmografía

### Cine
| Año  | Título                        | Papel               | Notas         |
| ---- | ----------------------------- | ------------------- | ------------- |
| 2010 | Monday the Milestone: Wake Me | Secretaria          | Corto         |
| 2010 | Lost Journey                  | Donya               |               |
| 2012 | Please Kill Mr. Know It All   |                     |               |
| 2013 | Where Love Takes You          | Juilette            | Corto         |
| 2013 | Loraine                       | Alissa              | Corto         |
| 2013 | Little White Lines            | Juliette            | Corto         |
| 2015 | Street Meet                   | Jasmine             | Corto         |
| 2015 | Let's Rap                     | Sylvia              |               |
| 2016 | Day Players                   | Trinity Grace       | Corto         |
| 2017 | Becoming Burlesque            | Fatima Jackson-Aziz |               |
| 2017 | American Assassin             | Annika Ogden        |               |
| 2018 | The Bounty                    | Blanca              | Corto         |
| 2018 | The Amaranth                  | Mia                 |               |
| 2018 | Ctrl                          | Jane Code           | Corto         |
| 2019 | The Cuban                     | Zahra Karzai        |               |
| 2019 | Merging with the Infinite     | Laila Homa          | Corto         |
| TBA  | Street Death Fight            | Guafu               | Preproducción |

### Televisión
| Año           | Título                    | Papel         | Notas            |
| ------------- | ------------------------- | ------------- | ---------------- |
| 2011          | Combat Hospital           | Zarmeeneh     | 2 episodios      |
| 2011          | Alphas                    | Invitada      | 1 episodio       |
| 2011          | Covert Affairs            | Novia         | 1 episodio       |
| 2012          | My Babysitter's a Vampire | Lucia         | 1 episodio       |
| 2013          | Hemlock Grove             | Brunette      | 1 episodio       |
| 2014          | 24 Hour Rental            | Gypsy         | 6 episodios      |
| 2014          | Murdoch Mysteries         | Anna Rico     | 1 episodio       |
| 2015          | The Art of More           | Sanaa Mustafa | 2 episodios      |
| 2016          | Four in the Morning       | Coralie       | 4 episodios      |
| 2016          | Downtown Browns           | Fati          | 1 episodio       |
| 2019          | Heartland                 | Maya          | 3 episodios      |
| 2019          | Blood & Treasure          | Jamila Vaziri | 1 episodio       |
| 2019          | Hudson & Rex              | Olivia Milner | 1 episodio       |
| 2020          | The Next Step             | Tink Kelly    | 3 episodios      |
| 2021–presente | SEAL Team                 | Mina Hassan   | Papel recurrente |